# Severnye Korjaki
Severnye Korjaki (Russisch: Северные Коряки) is een plaats (selo) in het gemeentelijke district Jelizovski van de Russische kraj Kamtsjatka. De plaats ligt aan de oever van de rivier de Avatsja, aan een zijweg van de weg R-474 van Jelizovo naar de hoofdweg van Kamtsjatka, op 25 kilometer ten noordwesten van Jelizovo en 8 kilometer ten noorden van Korjaki. In de plaats wonen 178 mensen (2007). In 1979 woonden er nog 290 mensen.
De plaats werd gesticht in de jaren 40 van de 20e eeuw en werd aanvankelijk Novye Korjaki (Новые Коряки) genoemd.
Tijdens de ontploffing van een munitiedepot bij Joezjnye Korjaki in 2005 werd 60% van de plaats tijdelijk geëvacueerd.
Bestuurlijk centrum: Jelizovo

Bereznjaki · Dalni · Dvoeretsje · Ganaly · Joezjnye Korjaki · Ketkino · Korjaki · Krasny · Kroetoberegovy · Lesnoj · Malka · Nagorny · Natsjiki · Nikolajevka · Novy · Paratoenka · Pinatsjevo · Pionerski · Razdolny · Severnye Korjaki · Sokotsj · Sosnovka · Svetly · Termalny · Voelkanny · Zeleny